# ThinkPad 560
ThinkPad 560（しんくぱっど-）は、IBMのノートパソコン。ThinkPadブランドのシリーズの中の一つ。

## 特徴
- 1996年に発売[1]。1997年に560E[2]、560X[3]が、1998年には560Z[4]が発売。
- A4サイズでありながら、重量はわずか1.9kg。
- ThinkPad 570シリーズは、本機の後継機にあたる。

### 仕様
- サイズ 297(W)×222(D)×31(H) mm、重量 1.9kg(英語版マニュアルでは1.87kgと30g少ない)。リチウムイオン電池 2.2AH[5]。
- A4サイズ1スピンドル、12.1インチ液晶画面で、フロッピーディスクドライブ（付属品）は専用コネクタによる外付けで、外付けCD-ROMドライブはオプションである。
- シリアルポート、パラレルポート、外部ディスプレイ端子、マイク入力、ヘッドホン／スピーカー出力、マウスポート、PCカードスロットは全機種共通で搭載。560X、560ZのPCカードスロットはCardBusに対応。USBポートは560X、560Zで搭載。
- グラフィックカードは560と560EにはTrident Cyber9382が、560Xと560ZにはNeoMagic MagicGraph128XDが採用されている。
- 560にはPentium 133MHzが、560EにはMMX Pentium 166MHz、560X（2640-65J）にはMMX Pentium 200MHz、560X（2640-70J）にはMMX Pentium 233MHz、560Z(2640-90J)にはPentium II 233MHz、560Z(2640-B0J)にはPentium II 300MHzのCPUが搭載されている。

また、560Zはミニカートリッジ方式のCPUが採用されていて、CPU交換が可能。また、その他の機種でもクロックアップができたという情報もある。
- メモリはEDO-DRAMで、560には8MB、560Eには16MB、560X/560Z(2640-90J)には32MB、560Z(2640-B0J)には64MBのメモリが搭載されているほか、560は40MB、560Eは80MB、560X/560Z(2640-90J)は96MB、560Z(2640-B0J)には、128MBまで増設が可能。（これ以上搭載する場合、BIOSのアップデートやシステム設定などが必要になる）